# Encephalartos latifrons
Encephalartos latifrons es una especie de Cycadopsida del género Encephalartos, de la familia Zamiaceae, del orden Cycadales.

## Distribución
Encephalartos latifrons se distribuye por Sudáfrica (E Cape).

## Taxonomía
Fue descrita científicamente por Lehm. Fue publicado por primera vez en Lehm. In: Tijdschr. Natuurl. Gesch. Physiol. 4(4): 424, t.9. (1838).